# Erytrín
Erytrín je sekundární minerál, vodnatý arzeničnan kobaltnatý Co3(AsO4)2·8H2O. Erytrín a annabergit, arzeničnan nikelnatý (Ni3(AsO4)2·8H2O) tvoří souvislou řadu s obecným vzorcem (Co,Ni)3(AsO4)2·8H2O.

## Vzhled a výskyt
Erytrín krystaluje v jednoklonné soustavě; tvoří obyčejně drobné, sloupcovité až jehličkovité krystaly, seskupené do chvostků nebo sférolitů. Barvy je karmínové až růžové a vyskytuje se v podobě práškovitých, matných, růžových druhotných náletů, známých jako kobaltový květ, na minerálech podobného složení. Dobře vyvinuté krystaly jsou vzácné, častěji tvoří povlaky nebo drobné kulovité a ledvinité agregáty.
Poprvé byl erytrín popsán z dolu Daniel ve Schneebergu (Sasko); pojmenován byl podle řeckého slova έρυθρος (erythros), červený. Historicky není samotný erytrín hospodářsky významný minerál, prospektorům však může posloužit jako indikátor přidruženého kobaltu a ryzího stříbra.
Erytrín se vyskytuje jako druhotný minerál v oxidačním pásmu ložisek minerálů asociace Co–Ni–As. Nachází se spolu s kobaltinem, skutteruditem, symplezitem, roselitem-beta, skoroditem, farmakosideritem, adamitem, morenozitem, retgersitem a malachitem.

## Naleziště
Významnými lokalitami jsou Cobalt (Ontario), La Cobaltera /Chile), Schneeberg (Sasko, Německo), Jáchymov (Česko), Cornwall (Anglie), Bou Azzer (Maroko), důl Blackbird (Idaho), důl Sara Alicia u Alamos (stát Sonora, Mexiko), Mt. Cobalt (Queensland) a měďný důl Dome Rock (Mingary, Jižní Austrálie).
V Česku vedle Jáchymova Abertamy, Běloves u Náchoda, na Slovensku Dobšiná.

## Jiné odrůdy
Nikelnatá odrůda annabergit se vyskytuje jako světle zelený niklový květ na arzenidech niklu. Kobalt může nahradit také železo, hořčík a zinek za vzniku tří dalších minerálů: parasymplesitu (Fe), hörnesitu (Mg) a köttigitu (Zn).